# W Minneapolis - The Foshay
W Minneapolis - The Foshay est un gratte-ciel de 137 mètres de hauteur construit à Minneapolis (Minnesota) de 1926 à 1929. Avec la flèche la hauteur maximale de l'édifice est de 187 mètres. C'était le plus haut immeuble de Minneapolis jusqu'à l'achèvement de l'IDS Center en 1971.

## Description
L'immeuble était conçu comme devant être le quartier général d'une grande entreprise de service public qui fit faillite rapidement après la cérémonie d'inauguration le 30 août et 1er septembre 1929, avec la poursuite judiciaire des promoteurs  dont le principal Wilbur Foshay
Au sommet de l'immeuble sont déployés sur 3 mètres de hauteur les lettres « FOSHAY ». Elles sont illuminées la nuit par 976 ampoules de 60 watts. L'immeuble comporte 750 fenêtres.
L'immeuble a été classé au Registre national des lieux historiques en 1977.
Depuis la rénovation de l'immeuble en 2008 il abrite sur 32 étages desservis par sept ascenseurs, un hôtel de la chaîne W Hotel.
À l'époque l'immeuble a coûté 3 750 000 $.
L’architecte Léon Arnal et son équipe de l’agence Magney & Tusler ont construit l'immeuble dans un style Art déco. Ils se sont inspirés du Washington Monument construit à  Washington au XIXe siècle. L'immeuble est situé à 18 mètres en retrait de la rue avec sur trois côtés une base de deux étages. Le bâtiment est recouvert de calcaire de l'Indiana. À la base l'immeuble est large de 25 à 27 mètres qui se réduisent progressivement à 18/20 mètres au sommet. C'est le plus haut immeuble en forme d'obélisque du monde.
Ce fut le premier important immeuble des États-Unis à être construit par des travailleurs tous syndiqués et le premier à recevoir des brevets décernés par le United States Patent and Trademark Office pour son design et sa construction.
Il y a au sommet de l'immeuble un observatoire ouvert au public, cas unique parmi les gratte-ciel de Minneapolis.